# Theodor Brandberg
Gustaf Theodor Brandberg, född 11 oktober 1858 i Falun, död 3 april 1928 i Uppsala, var en svensk jurist, ämbetsman och akademiräntmästare.
Theodor Brandberg blev student vid Uppsala universitet 1877 och studerade juridik. Han avlade hovrättsexamen 1883. Brandberg var auskultant i Svea hovrätt och blev efter notarietjänstgöring vice häradshövding 1886.
Brandberg arbetade under åren 1889 -1927 centralt inom Uppsala universitets förvaltning. I nära 20 år var han akademiräntmästare och chef för räntekammaren och kontoret samt utsågs 1895 till universitetets ombudsman. Han var också Kommendör av Vasaorden (KVO), andra klassen, samt Riddare av Nordstjärneorden (RNO) .
Theodor Brandberg var Västmanlands-Dala (V-Dala) nations andre och förste kurator 1886-1887. Han var hedersledamot i nationen efter 1907.